# St. Vitus (Weicht)

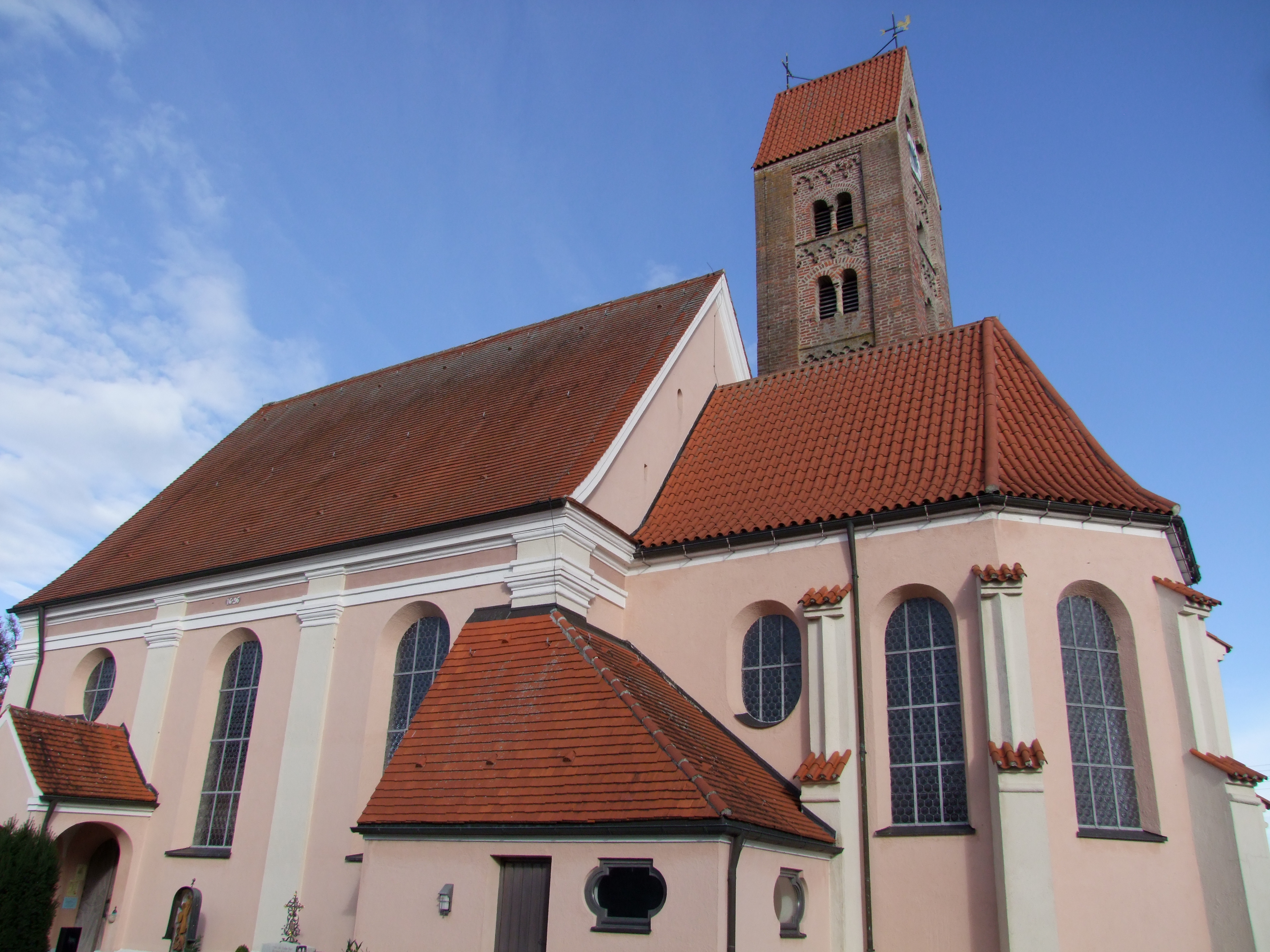
St. Vitus in Weicht

Die römisch-katholische Pfarrkirche St. Vitus steht in Weicht, einem Gemeindeteil von Jengen im schwäbischen Landkreis Ostallgäu von Bayern. Das Bauwerk ist in der Liste der Baudenkmäler in Jengen als Baudenkmal unter der Nr. D-7-77-140-14 eingetragen. Die Pfarrei gehört zum Dekanat Kaufbeuren des Bistums Augsburg.

## Beschreibung
Die Saalkirche besteht aus einem 1696 erneuerten, mit Pilastern gegliederten Langhaus, einem eingezogenen, dreiseitig geschlossenen, von Strebepfeilern gestützten, um 1500 errichteten Chor im Osten, einer Sakristei an seiner Südwand und einem Chorflankenturm aus unverputzten Backsteinen an seiner Nordwand. Die unteren Turmgeschosse wurden um 1430 gebaut, 1905 wurde er aufgestockt und mit einem Satteldach bedeckt. 
Der Innenraum des Langhauses wurde um 1782 mit einem Spiegelgewölbe überspannt, der des Chors mit einem Stichkappengewölbe. Die Fresken wurden 1782 von Georg Alois Gaibler eingefügt. Der Hochaltar wurde um 1720 aufgestellt.